# Peninsula (film)
Peninsula (반도?, BandoLR), noto anche coi titoli Train to Busan Presents: Peninsula e Train to Busan 2, è un film del 2020 diretto da Yeon Sang-ho.
La pellicola, sequel del film del 2016 Train to Busan, scritto e diretto sempre da Yeon Sang-ho, è stato selezionato per il Festival di Cannes 2020, nonostante l'evento non si sia tenuto nella solita formula.

## Trama
Un'epidemia zombie si verifica in Corea del Sud, dove il governo è sopraffatto in un giorno. L'ex capitano della Marina Coreana Jung-seok guida i membri della sua famiglia verso una nave. Lungo la strada, incontra una coppia con una figlia piccola, ma ignora le loro richieste di aiuto perché l'uomo sta sanguinando. La famiglia di Jung-seok sale a bordo di una nave dove un uomo infetto si trasforma in zombie e infetta diverse persone in una cabina, tra cui il nipote di Jung-seok, Dong-hwan. La sorella di Jung-seok si rifiuta di lasciare Dong-hwan, così Jung-seok chiude la cabina mentre gli zombie la mordono. Jung-seok impedisce a suo cognato Chul-min di entrare mentre arrivano dei soldati armati. Altre nazioni contengono l'epidemia mettendo in quarantena la Corea del Sud.
Quattro anni dopo, a Hong Kong, un Jung-seok e Chul-min pieni di sensi di colpa vengono reclutati da mafiosi cinesi per una missione con altri due coreani per tornare in Corea del Sud e recuperare un camion contenente 20 milioni di dollari; se avranno successo, riceveranno presumibilmente metà dei soldi. La squadra arriva alla penisola di notte in barca e trova il camion. La squadra respinge e uccide il camionista zombie, facendo rumori che attirano altri zombie. Jung-seok spara ad essi e la squadra fugge.
Sulla via del ritorno al porto di Incheon, la squadra subisce un'imboscata da una milizia disonesta, l'Unità 631, che usa la luce per attirare altri zombie, portando la squadra a schiantarsi con i loro veicoli. Jung-seok viene gettato fuori dal camion mentre Chul-min si nasconde al suo interno. Gli altri membri della squadra vengono uccisi, uno a causa dell'incidente e uno dal sergente Hwang, leader dell'Unità 631. Jung-seok viene salvato da due sorelle in auto: Joon, un'abile autista brava nel manipolare e uccidere gli zombie, e la giovane Yu-jin. Tornano al loro nascondiglio, raggiungendo il nonno Anziano Kim e la madre Min-jung. Jung-Seok si rende conto che Min-jung e Yu-jin facevano parte della famiglia che aveva rifiutato di aiutare quattro anni prima.
Nel frattempo, l'Unità 631 porta il camion al loro complesso. Imprigionano Chul-min, costringendolo a partecipare a giochi di sopravvivenza di due minuti tra prigionieri disarmati e zombie. Il soldato Kim scopre i soldi del camion e informa il capitano Seo, che contatta i mafiosi e studia un piano per fuggire dalla penisola con il camion, tenendo il piano segreto al resto dell'Unità 631. Nel frattempo, Min-jung viene a sapere da Jung-seok che la nave dei mafiosi è al porto di Incheon in attesa di estrarre lui e il camion. Decide di rubare il camion per fuggire con la sua famiglia e Jung-seok.
La sera seguente, Jung-seok e Min-jung tentano di rubare il camion. Mentre tiene sotto tiro il soldato Kim, Jung-seok viene a sapere che Chul-min è vivo, e interrompe un gioco di sopravvivenza per salvarlo, uccidendo diversi zombie e soldati dell'Unità 631. Chul-min salva Jung-seok dai morsi, poi il sergente Hwang uccide Chul-min. Min-jung respinge il capitano Seo e salva Jung-seok dall'Unità 631. Min-jung e Jung-seok fuggono dal complesso nel camion, ma sono bloccati dagli zombie. Nella loro auto, Joon, Yu-jin e l'anziano Kim distraggono gli zombie per liberare il camion.
Usando i loro veicoli, l'Unità 631 li insegue, mentre gli zombie attaccano gli umani. La famiglia e Jung-seok disattivano con successo i veicoli che li inseguono, facendo sì che il sergente Hwang venga sopraffatto dagli zombie. Il capitano Seo, che aveva ucciso il soldato Kim, tende un'imboscata alla famiglia al porto di Incheon e tiene in ostaggio Joon. Yu-jin distrae Seo per liberare Joon. L'anziano Kim protegge Yu-jin, ma Seo gli spara mortalmente, ferisce Min-jung alla gamba e fugge con il camion alla nave. I mafiosi tradiscono Seo e gli sparano. Mentre muore, Seo ribalta il camion per tenere aperta la stiva della nave, permettendo agli zombie all'esterno di entrare e uccidere i mafiosi.
La famiglia segnala il passaggio di un elicottero Chinook delle Nazioni Unite. Il ferito Min-jung rimane indietro per spianare la strada a Jung-seok, Joon e Yu-jin per sfuggire agli zombie. Raggiungono in sicurezza l'elicottero, dove le truppe delle Nazioni Unite si rifiutano di aiutare Min-jung. Circondata dagli zombie, Min-jung si prepara ad uccidersi.
Jung-seok ricorda di quando Chul-min ha detto che Jung-seok non ha fatto del suo meglio per salvare la loro famiglia, ed è spronato ad aiutare Min-jung. Min-jung decide di vivere e fugge dagli zombie con l'aiuto di Jung-seok. La famiglia, Jung-seok e le truppe dell'ONU lasciano la penisola in elicottero.

## Promozione
Il primo trailer del film viene diffuso il 1º aprile 2020.

## Distribuzione
La pellicola è stata distribuita nelle sale cinematografiche sudcoreane nel luglio 2020, nel Nord America dal 7 agosto mentre in Italia direttamente sulle piattaforme in streaming.